# Hidehiko Shimizu
Hidehiko Shimizu (清水 秀彦, Shimizu Hidehiko, Tokio, 4 november 1954) is een Japans voormalig voetballer die als middenvelder speelde en voetbaltrainer.

## Carrière
In 1973 ging Shimizu naar de Hosei University, waar hij in het schoolteam voetbalde. Nadat hij in 1977 afstudeerde, ging Shimizu spelen voor Nissan Motors, de voorloper van Yokohama Marinos. Shimizu veroverde er in 1983 en 1985 de Beker van de keizer. Shimizu beëindigde zijn spelersloopbaan in 1988.
In 1989 startte Shimizu zijn trainerscarrière bij zijn Nissan Motors. Tussen 1991 en 1994 trainde hij Yokohama Marinos. Hij tekende in 1996 bij Avispa Fukuoka. In 1998 werd hij bij Kyoto Purple Sanga assistent-trainer, onder trainer Hans Ooft. In juni nam hij het roer over van de opgestapte Ooft als trainer. Hij tekende in augustus 1999 bij Vegalta Sendai. Tussen 1999 en 2003 trainde hij Sendai.